# Dortmund (koń wyścigowy)

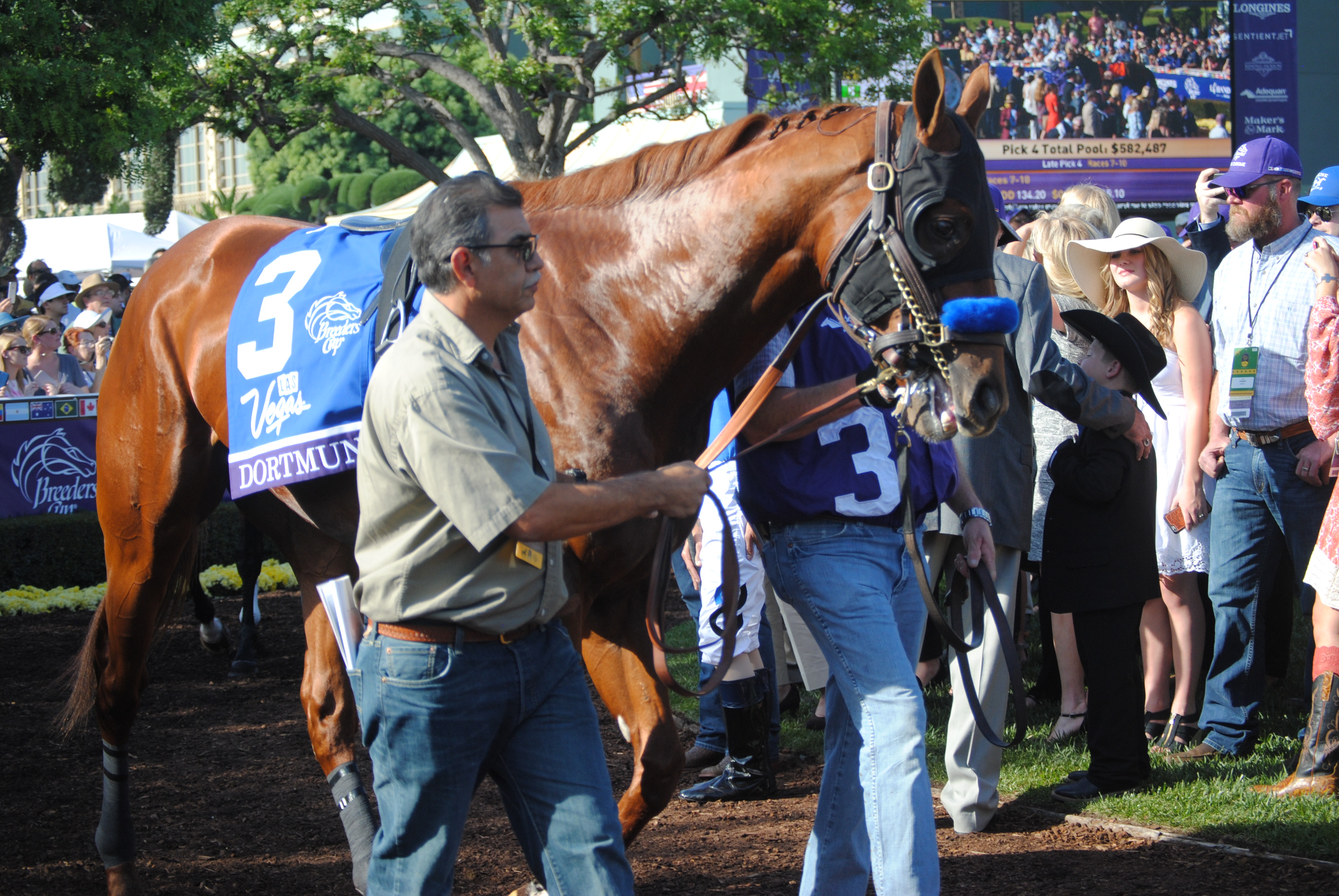
Dortmund przed Breeders’ Cup Dirt Mile 2016

Dortmund (ur. 7 lutego 2012) – emerytowany amerykański koń wyścigowy pełnej krwi angielskiej. Syn ogiera Big Brown i klaczy Our Josephina.

## Życiorys
Został wyhodowany w Kentucky przez Emilie Gerlinde Fojan. Jest znany z tego, że jest bardzo duży – jako trzylatek mierzył ponad 172 cm. wzrostu, podczas gdy inne konie wyścigowe w jego wieku mierzą ok. 164 cm. Fojan chciała go sprzedać, kiedy był źrebakiem, jednak nie osiągnął ceny wywoławczej. Powiedziała o nim: „Był taki duży; wszyscy obawiali się jego wzrostu”. Udało jej się go sprzedać w lipcu 2013 za 90 tysięcy dolarów. Dziesięć miesięcy później został sprzedany za 140 tysięcy dolarów. Kupił go przedsiębiorca Kaleem Shah. Nazwał go na cześć drużyny piłkarskiej Borussia Dortmund. W latach 2014–2016 trenował go Bob Baffert, a przez pierwsze siedem wyścigów dosiadał go Martin Garcia. W 2017 trenował go Art Sherman, trener California Chrome, jednak pod jego okiem Dortmund pobiegł w jedynie dwóch gonitwach.

### Sezon 2014
Karierę rozpoczął na początku listopada. Wygrał gonitwę Maiden Special Weight o 4{\displaystyle {\tfrac {3}{4}}} długości. Cztery tygodnie później wygrał Allowance Optional Claiming o 7{\displaystyle {\tfrac {3}{4}}} długości. Pod koniec grudnia po zaciętej walce z końmi Firing Line i Mr. Z, udało mu się wygrać Los Alamitos Futurity. Zakończył sezon jako niepokonany w trzech startach.

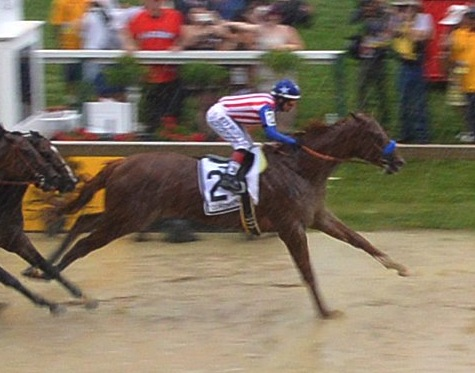
Dortmund, Preakness Stakes 2015

### Sezon 2015
7 lutego wygrał Robert B. Lewis Stakes, ponownie pokonując konia Firing Line. Miesiąc później jako faworyt wygrał San Felipe Stakes. Po tym wyścigu Bob Baffert, poproszony o porównanie Dortmunda i innego trenowanego przez niego konia, American Pharoah, odpowiedział „To jest jak pytanie, które dziecko kocham bardziej. To są dwa różne konie”. 4 kwietnia wygrał Santa Anita Derby o 4{\displaystyle {\tfrac {1}{4}}} długości. Pozostawał niepokonany w sześciu startach. Zakwalifikował się do Kentucky Derby jako drugi faworyt. Od początku gonitwy prowadził, jednak pod koniec opadł z sił i ukończył jako trzeci. Wyprzedzili go American Pharoah i Firing Line. 16 maja na Preakness Stakes nie poradził sobie z błotnistym torem i dobiegł jako czwarty. Potem miał kilkumiesięczną przerwę, a na tor wrócił pod koniec października. Pokonał starsze i bardziej doświadczone konie w Big Bear Stakes, a miesiąc później łatwo zwyciężył w Native Diver Handicap. Miał pobiec w Clark Handicap, ale został wycofany z powodu małego pęknięcia na kopycie.

### Sezon 2016
Dortmund musiał udać się na kolejną dłuższą przerwę spowodowaną urazem kopyta. Jego pierwszy start w 2016 odbył się dopiero w lipcu, kiedy po zaciętej walce przegrał z California Chrome o szyję w San Diego Handicap. W sierpniu dobiegł trzeci w Pacific Classic za California Chrome i Beholder. 1 października ponownie zmierzył się z California Chrome w Awesome Again Stakes. Dortmund zajął drugie miejsce. Sezon zakończył zajęciem czwartego miejsca w Breeders’ Cup Dirt Mile.

### Sezon 2017
31 grudnia 2016 ogłoszono, że właściciel Dortmunda, Kaleem Shah oraz trener Bob Baffert kończą współpracę. Nowym trenerem Dortmunda został Art Sherman. 11 marca zajął dopiero szóste miejsce we Frank E. Kilroe Mile Stakes. 1 kwietnia odbył się jego ostatni wyścig. Dobiegł czwarty w Santana Mile.

## Emerytura
9 kwietnia 2017 roku ogłoszono, że Dortmund przechodzi na emeryturę, jednak w środku lipca wrócił do treningów. 20 października 2017 ogłoszono, że kończy karierę „na dobre”. Prawa hodowlane zostały wykupione przez Bonita Farm w Darlington, Maryland. Dortmund zakończył karierę z 8 zwycięstwami na 16 startów i zarobionymi 1 987 505 dolarów.